# 초월성 (종교)
초월성(超越性, 영어: transcendence)은 종교에서 물질적 우주와 전적으로 독립되며 모든 물리적 법칙들을 넘어선 신의 본질과 힘에 대한 관점을 언급하는 것이다. 이것은 소위 신이 물질 세계에 충만하게 내재하여 여러 방법으로 피조물과 접근할 수 있는 내재성과 대조적인 개념이다. 종교적 경험에서 초월성이란 물리적 존재의 한계를 극복하여 그것과 독립적으로 된 존재상태를 말한다. 이것의 전형적인 형태가 기도, 묵상, 환영이다. 초월성은 사람과 신사이의 떨어져 있는 거리를 강조한다. 그러나 내재성은 신과의 가까움을 가리킨다. 만일 신의 초월성을 무시한다면, 신은 우리와 가장 가까운 친구를 확대한 인물이 되어 버린다. 만일 반대로, 신의 내재성을 무시한다면, 신은 우리가 도저히 개인적인 관계를 가질 수 없는 알려 질 수도 없고 알 수도 없이 먼 거리에 있는 존재가 된다.

## 같이 보기
- 부정의 신학
- 유체이탈
- 초자연적 현상

1. ↑  Horton, Michael Scott. ((2012 printing)). 《세상의 포로된 교회 = Beyond culture wars》. Sŏul: Puhŭng kwa Kaehyŏksa. 172쪽. ISBN 89-88614-13-5.